# Chironieae
Chironieae, biljni tribus, dio porodice sirištarki. Sastoji se od tri podtribusa  čiji je tipični rod čironija (Chironia) sa dvadesetak vrsta polugrmova iz Afrike.

## Podtribusi i rodovi:
Tribus Chironieae Dumort.
1. Subtribus Canscorinae Thiv & Kadereit
  1. Canscora Lam. (13 spp.)
  2. Canscorinella Shahina & Nampy (3 spp.)
  3. Duplipetala Thiv (2 spp.)
  4. Cracosna Gagnep. (3 spp.)
  5. Hoppea Willd. (2 spp.)
  6. Microrphium C. B. Clarke (1 sp.)
  7. Phyllocyclus Kurz (5 spp.)
  8. Schinziella Gilg (1 sp.)
2. Subtribus Coutoubeinae G. Don
  1. Coutoubea Aubl. (5 spp.)
  2. Deianira Cham. & Schltdl. (7 spp.)
  3. Schultesia Mart. (18 spp.)
  4. Symphyllophyton Gilg (7 spp.)
3. Subtribus Chironiinae G. Don
  1. Ixanthus Griseb. (1 sp.)
  2. Blackstonia Huds. (4 spp.)
  3. Cicendia (Adans.) Belli (1 sp.)
  4. Geniostemon Engelm. & A. Gray (4 spp.)
  5. Zygostigma Griseb. (1 sp.)
  6. Centaurium Hill (25 spp.)
  7. Schenkia Griseb. (5 spp.)
  8. Valdesiana Z. Díaz & M. Escudero (1 sp.)
  9. Exaculum Caruel (1 sp.)
  10. Zeltnera G. Mans. (27 spp.)
  11. Sabatia Adans. (21 spp.)
  12. Gyrandra Griseb. (6 spp.)
  13. Eustoma Salisb. (2 spp.)
  14. Microcala Hoffmanns. & Link (1 sp.)
  15. Chironia L. (25 spp.)
  16. Orphium E. Mey. (1 sp.)